# 卢金
卢金（西班牙語：Luquin）是西班牙纳瓦拉的一个市镇。总面积8平方公里，总人口128人（2001年），人口密度16人/平方公里。